# Platygobiopsis akihito
Platygobiopsis akihito é uma espécie de peixe da família Gobiidae e da ordem Perciformes.

## Morfologia
- Os machos podem atingir 9,6 cm de comprimento total.[4]

## Habitat
É um peixe marítimo, de clima tropical e demersal que vive entre 15–17 m de profundidade.

## Distribuição geográfica
É encontrado no Oceano Pacífico ocidental: Flores (Indonésia).

## Observações
É inofensivo para os humanos.